# Saint-Martin-en-Vercors
Saint-Martin-en-Vercors è un comune francese di 390 abitanti situato nel dipartimento della Drôme della regione dell'Alvernia-Rodano-Alpi.

## Società

### Evoluzione demografica
Abitanti censiti